# Подгорный сельсовет
Подгорный сельсове́т (баш. Подгорный ауыл советы) — упразднённое внутригородское муниципальное образование в Башкортостане Российской Федерации. Входит в городской округ город Кумертау.
Почтовый индекс: 453315. Код ИФНС: 0262. Код ОКАТО: 80423805000.

## Состав сельсовета
- село Ира — административный центр
- деревня Алексеевка
- деревня Старая Уралка

## Население
На 2002 год:
- Подгорный сельсовет 1290 625 665 (Численность Мужчины Женщины)
- село Ира 651 309 342 преобладающая национальность — русские
- деревня Алексеевка 355 178 177 преобладающая национальность — русские
- деревня Старая Уралка 284 138 146 преобладающая национальность — чуваши

## История
31.01.1935 года организован Куюргазинский район, в его состав включен Подгорный сельский Совет, в административные границы которого вошло село Ира, село Старая Уралка, д. Алексеевка.
Основание: Собрание, узаконение распоряжений Рабоче-крестьянского правительства РСФСР протокол 4, от 28.02.1935 статья № 41, стр.25,32)
1965 год
Согласно Указу Президиума Верховного Совета Башкирской АССР от 30 августа 1965 г. № 6-2/117 «О перечислении населенных пунктов Каран, Кузьминское, Старомусино, Тамьян, Ташлыкуль из Подгорного с/с Кумертауского района в состав Мелеузовского с/с Мелеузовского района» из сельсовета выведены 4 населённых пункта.
«В целях улучшения обслуживания населения и руководства производственной деятельностью колхоза им. Чкалова, Президиум Верховного Совета Башкирской АССР постановляет:
Перечислить населенные пункты Каран, Кузьминское, Старомусино, Тамьян, Ташлыкуль из Подгорного с/с Кумертауского района в состав Мелеузовского с/с Мелеузовского района» (История административно-территориального деления Республики Башкортостан (1708—2001). Сборник документов и материалов. Уфа: Китап, 2003. — 536 с. С.319).
1984 год
Подгорный сельсовет из состава Кумертауского района передан в административное подчинение Кумертаускому городскому Совету народных депутатов БАССР.
Основание: Указ Президиума Верховного Совета Башкирской АССР от 28 июня 1984 года д. № 6-2/153 «О некоторых изменениях административно-территориального устройства Кумертауского района и города Кумертау»
2004 год
Упразднен с 1 января 2006 года.
2007 год
Постановлением Правительства Республики Башкортостан от 26.10.2007 г. № 307 «О внесении изменений в Реестр административно-территориальных единиц и населённых пунктов Республики Башкортостан» внесены следующие административно-территориальные единицы в Реестр административно-территориальных единиц и населённых пунктов Республики Башкортостан: Маячинский сельсовет и Подгорный сельсовет.